# Johann Christian von Boyneburg
Johann Christian Freiherr von Boyneburg (auch Boineburg) (* 12. April 1622 in Eisenach; † 8. Dezember 1672 in Mainz) war ein kurmainzischer Staatsmann und Diplomat.

## Leben
Johann Christian entstammte dem niederhessischen Adelsgeschlecht Boyneburg, dessen Mitglieder wiederholt in hessischen, thüringischen und Mainzer Diensten standen.
Sein Vater war der Sachsen-Eisenacher Geheimrat und Oberhofmarschall Johann Berthold von Boineburg-Lengsfeld († 1640), seine Mutter Barbara Sibylla von Buttlar († 1624).
1648 heiratete er Anna Christine († 1689), Tochter des hessischen Hofgerichtspräsidenten Kuno Quirin Schütz von Holzhausen und Maria Eva von Dorfelden. Aus dieser Ehe gingen neun Kinder hervor. Philipp Wilhelm (1656–1717) war Reichshofrat und Mainzer Statthalter zu Erfurt, Sophia Maria Anna (1652–1729) heiratete den kurmainzischen Oberhofmarschall Melchior Friedrich von Schönborn und Charlotte († 1740) den Freiherrn und kaiserlichen Generalfeldmarschall Johann Friedrich von Orsbeck, einem Neffen des Trierer Erzbischofs Carl Caspar von der Leyen.
Als Geheimer Rat des Landgrafen Johann von Hessen-Braubach hielt sich Boyneburg von 1644 bis 1646 am schwedischen Hof auf. 1646 und 1647 stand er vorübergehend im Dienst des Landgrafen Georg II. von Hessen-Darmstadt, fiel aber dort wegen eigenmächtiger Begünstigung der Landgrafen von Hessen-Kassel im Hessenkrieg in Ungnade und wurde entlassen. 1648 stand er wieder im Dienst des Landgrafen Johann von Hessen-Braubach und wurde 1650 unter Kurfürst Johann Philipp von Schönborn erster Minister in kurmainzischem Dienst.
1656 trat er zur katholischen Kirche über. Er wurde zu allen wichtigeren Verhandlungen zugezogen, wie er namentlich auch bei der Wahl des Kaisers Leopold I. tätig war.
Von den Jesuiten verdächtigt, wurde er 1664 auf Befehl des Kurfürsten verhaftet; bald wieder freigelassen, lebte er fortan ohne Amt teils in Mainz, teils in Frankfurt am Main und beschäftigte sich mit Versuchen, die religiöse Einheit in Deutschland herzustellen, sowie mit den Wissenschaften. 1668 bis 1676 war ihm das hessen-darmstädtische Amt Braubach für 53.000 Gulden verpfändet.
Er bewog Leibniz, nach Frankfurt überzusiedeln und 1670 in mainzische Dienste zu treten. Leibniz wurde auch Lehrer seines Sohnes Philipp Wilhelm. Seine Korrespondenz mit vielen Gelehrten seiner Zeit ist mehrfach (zuletzt von Gruber, Hannover und Göttingen 1715) herausgegeben worden.
Seine große Bibliothek ist überwiegend erhalten und heute als Leihgabe der Stadt- und Regionalbibliothek Erfurt in der Obhut der Universität Erfurt.

## Zitat
Nach Erhalt der Todesnachricht äußerte sich Gottfried Leibniz über Boyneburg in einem Brief vom 26. März 1673 an Johann Friedrich Herzog zu Braunschweig und Lüneburg folgendermaßen:
 „Es hat gewislich sowohl die Kirche, als das Vaterland an diesem Mann einen großen verlust erlitten, den aber E. Hochfürtsl. Durchl beßer wißen, als ich beschreiben kan.“ [sic]